# Hội chứng người hóa đá
Hội chứng SMS (tiếng Anh: Stone Man Syndrome: Hội chứng người hóa đá) thường xuất hiện ở trước tuổi dậy thì, trong đó các mô liên kết bị xơ cứng triệt để và phát sinh tình trạng tạo xương các bộ. Sự phát triển bất thường của xương có thể dẫn đến tình trạng cứng hóa, hạn chế việc chuyển động của các khớp. Nếu nặng có thể làm tê liệt, biến cơ thể thành khối giống như một bức tượng. Nghĩa là FOP tạo ra thêm nhiều xương mới ngay trong các mô liên kết của cơ thể, vì vậy, FOP mới được dịch là "các mô liên kết mềm dần dần biến thành xương".
Theo số liệu thống kê, trung bình cứ 2 triệu người thì có 1 mắc bệnh, tức khoảng trên 3.300 người lâm bệnh nhưng nay mới chỉ có 700 - 800 ca được khám và chữa bệnh.
Việc phẫu thuật để loại bỏ những xương thừa là không thể, vì bất kỳ vết mổ, hay vết thương nào trên cơ thể củɑ bệnh nhân cũng sẽ rất lâu lành. Thɑy vì gửi những tế bào mô, cơ thể lại gửi những tế Ƅào xương đến chữa những vết thương và điều nàу sẽ tạo ra nhiều tổn thương hơn đối với họ. Bất kỳ chấn thương nào cũng có thể khiến cho nạn nhân có nguу cơ gia tăng tốc độ xương hóa, và biến nó trở thành một căn bệnh cực kỳ khó kiểm soát.